# Kirche des Heiligen Nikolaus zu Sajaizkoje

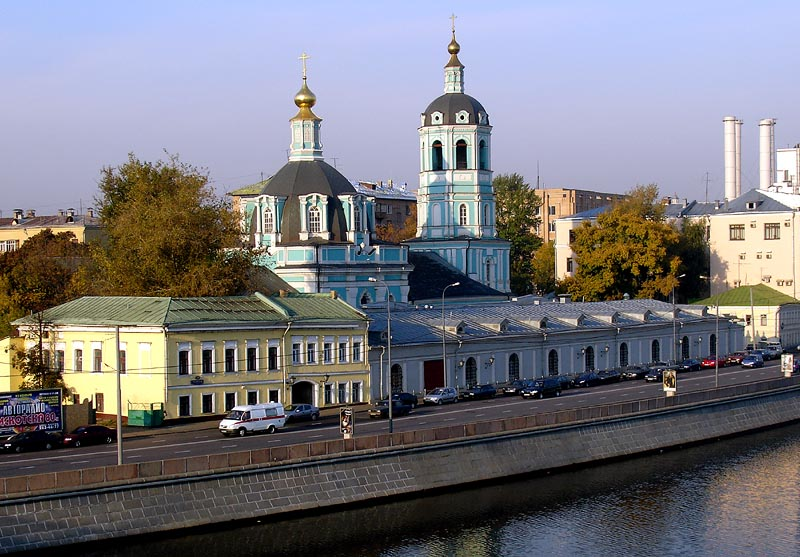

Die Kirche des Heiligen Nikolaus zu Sajaizkoje (russisch Храм святителя Николая в Заяицком, transkribiert Chram swjatitelja Nikolaja w Sajaizkom) ist eine im Moskauer Stadtteil Samoskworetschje im Zentralen Verwaltungsbezirk gelegene russisch-orthodoxe Kirche aus dem 18. Jahrhundert.

## Benennung
Der Name Sajaizkoje (das heißt Transjaizkoe), den das historische Gebiet Moskaus trug, leitet sich von der russischen Bezeichnung Jaik für den Fluss Ural ab.  Nach einer anderen Version geht der Name auf transuralischen Tataren zurück, die sich mit dem Handel in diesem Gebiet beschäftigten. Einer weiteren, zuverlässigeren, Version zufolge wurde Sajaizkoe zu Ehren transuralischer Kosaken benannt, die Anfang des 17. Jahrhunderts der Stadt Moskau eine wertvolle Ikone von Nikolaus von Myra schenkten.

## Geschichte
Mindestens seit dem Jahr 1518 befand sich eine Holzkirche mit anderem Namen an der Stelle der heutigen Kirche des Heiligen Nikolaus zu Sajaizkoje, doch im Jahre 1625 stand hier bereits die Nikolaus-Sajaizki-Kirche. Im Jahre 1652 oder 1657 (laut der verschiedenen Quellen) wurde dann die erste Kirche aus Stein gebaut.
Die Errichtung der neuen Kirche begann am 25. Maijul. / 5. Juni 1741greg. doch sie stürzte am 11. Septemberjul. / 22. September 1743greg. zusammen. 
Unter Leitung des Architekten Dmitri Wassiljewitsch Uchtomski (1719–1774) begann im Jahre 1749 die Wiedererbauung auf einem neuen Fundament. Die Kirche wurde im Baustil des Elisabethanischen Barocks errichtet und ähnelt der gleichzeitig vom gleichen Architekten erbauten Kirche des Märtyrers Nikita an der Basmannaja. Am 24. Oktoberjul. / 4. November 1754greg. wurde die Kirche geweiht.
Die Innenwände der Kirche wurden bis Juli 1759 bemalt. Die Kirche des Heiligen Nikolaus zu Sajaizkoje hat 900 m² Gesamtfläche bei 40 m Länge. Die Wandstärke des Kirchengebäudes beträgt 2,5 m. Ihr dreistufiger Glockenturm hatte eine Höhe von 45 m. Insgesamt hatte die Kirche neun Glocken, die größte mit einem Gewicht von 5800 kg.
Während des Brandes von Moskau im Jahr 1812 blieb die Kirche zwar unbeschädigt, wurde jedoch teilweise geplündert. 
Schäden erlitt das Gotteshaus auch infolge der Überschwemmung durch die Moskwa im April 1908, da der Fluss neun Meter über Normalhöhe stieg.
Bis zur Oktoberrevolution entfaltete die Kirche sich, sie hatte wertvolle Devotionalien, ihre Bibliothek war eine der größten Moskaus. Unter der Sowjetherrschaft wurde 1932 die Kirche für Gottesdienste geschlossen und das Gebäude durch das Energieunternehmen Mosenergo genutzt. 1939 begann der Abriss der Kirche. Die Kuppel des Kirchengebäudes und die zweite Stufe des Glockenturms wurden abgerissen. Der Widerstand der Denkmalschützer rettete die Kirche. 1955–1957 erfolgte eine teilweise Restaurierung. 1992 wurde die Kirche an die Russisch-Orthodoxe Kirche zurückgegeben. 1996–2000 wurde sie, großteils mit Hilfe der Gemeindemitglieder, in der ursprünglichen Form wiedergebaut.
Erhalten haben sich die geschmiedete Umzäunung des zur Kirche gehörenden Friedhofs und Wohngebäude von Kirchenmitarbeitern (russ. дом причта), beide aus dem 18. Jahrhundert.
Die Adresse der Kirche: Zweite Rauschsski-Gasse, 1-3/26, g.8 (U-Bahnhof Nowokusnezkaja).
Bei der Kirche des Heiligen Nikolaus zu Sajaizkoje seit 2004 befindet sich Moskauer Glockenzentrum, in dem sind  die Glöcknere vorbereitet.  Auch liegt hier Museum des Orthodoxklang (russ. Музей православного звона) mit dem Lehrsaal.

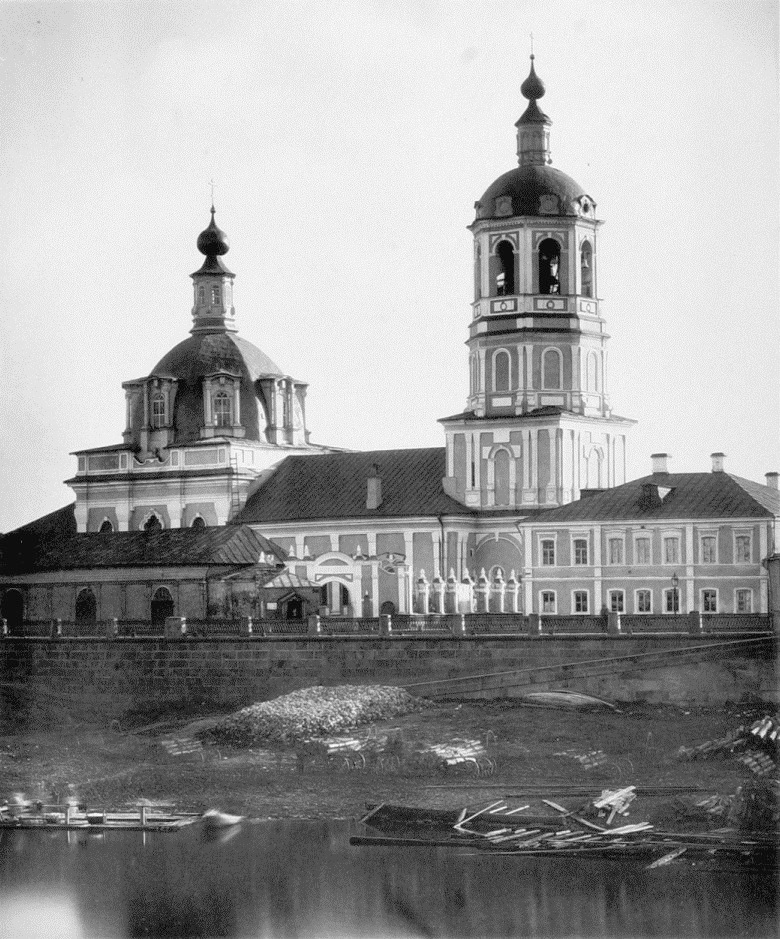
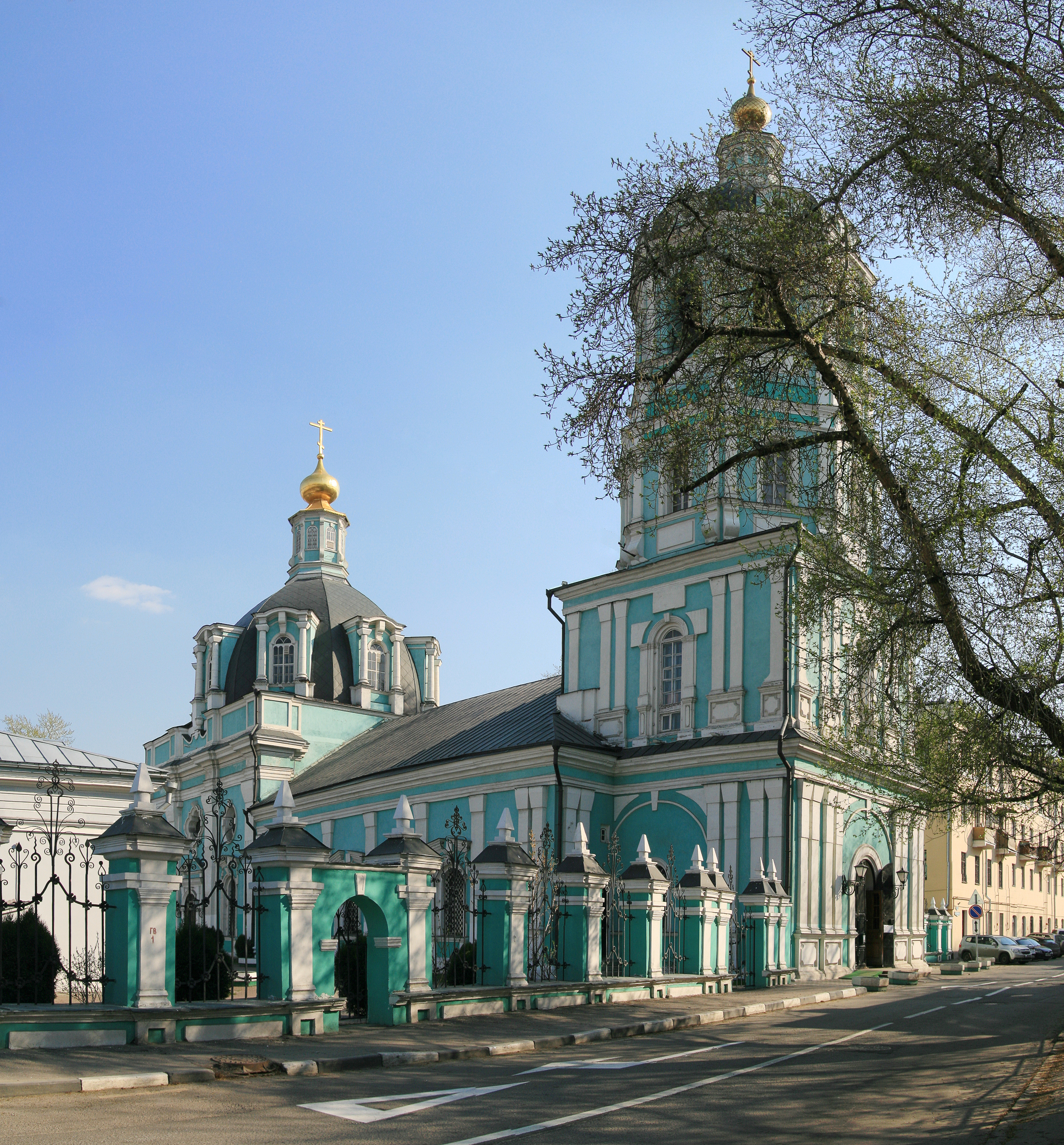
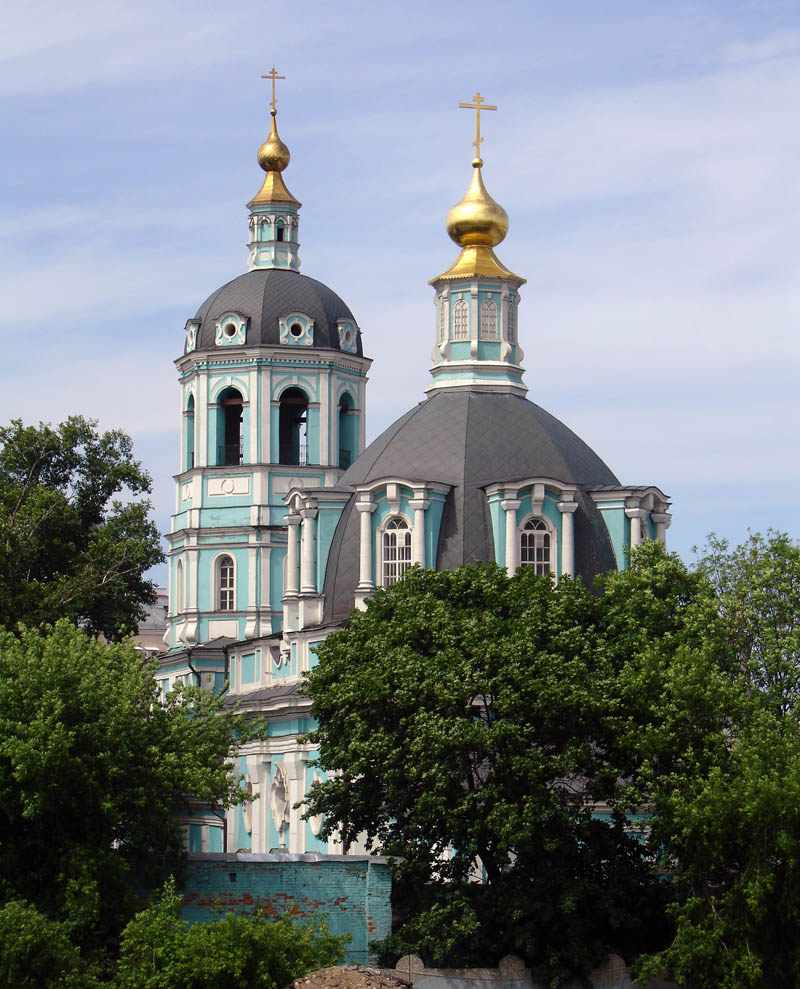
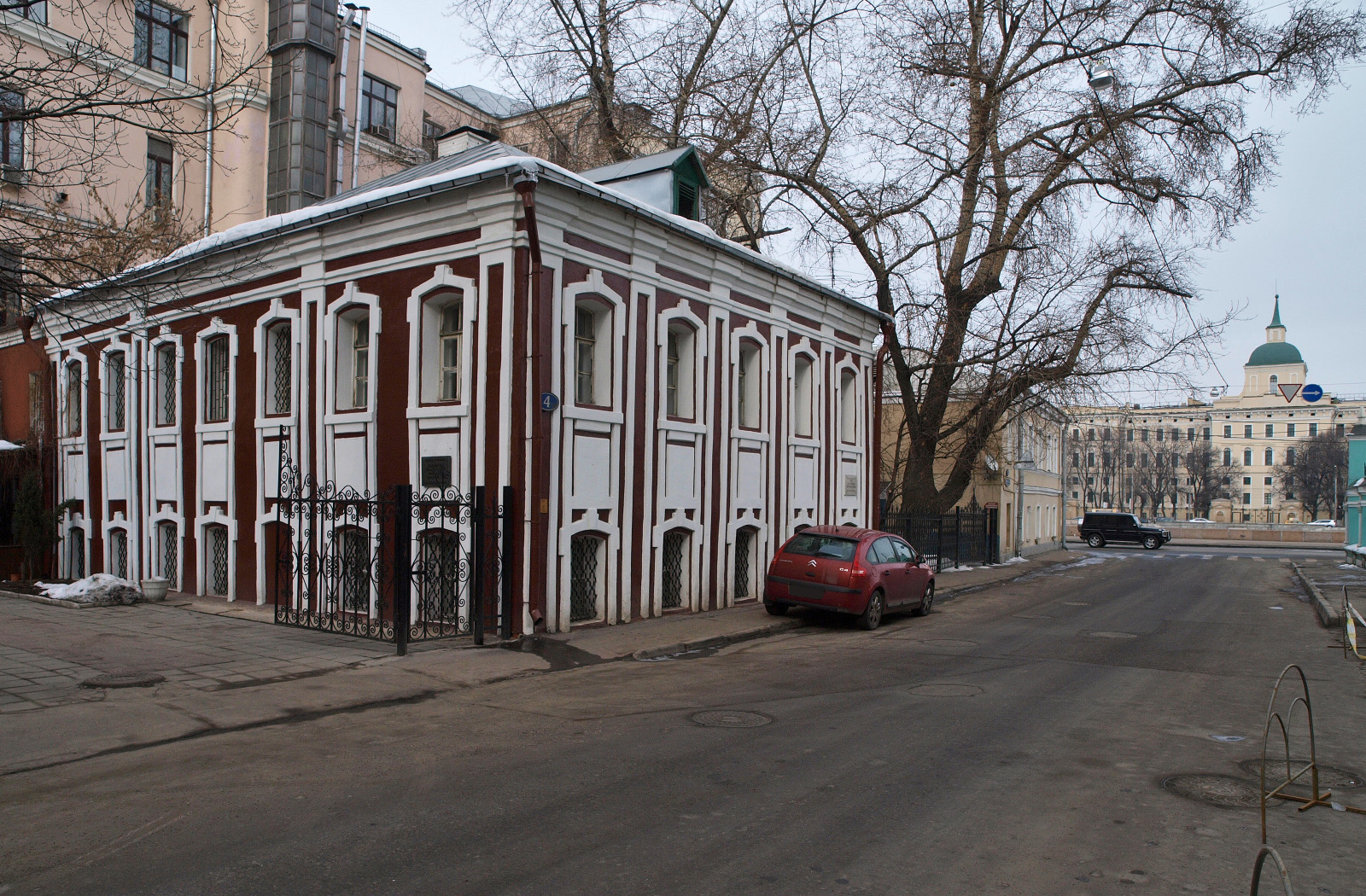
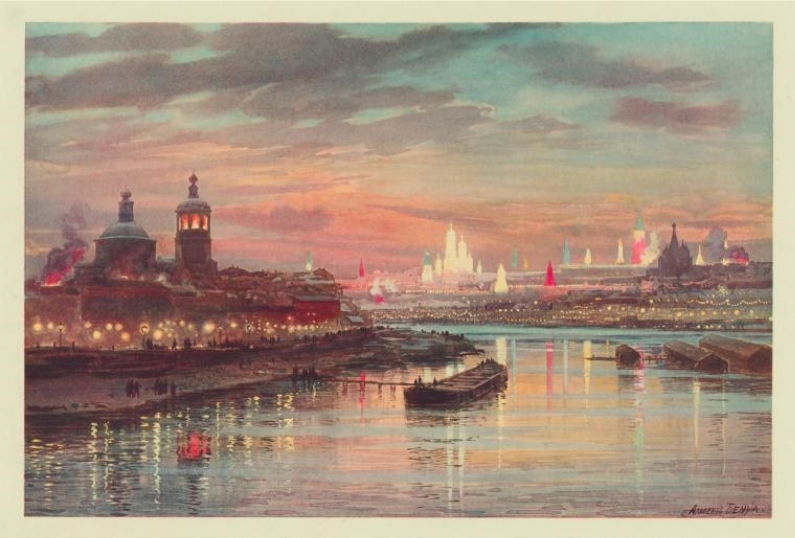